# Попис становништва у Хрватској 1991. године, Џ
Попис становништва у Хрватској 1991. године

## Џ

### Легенда
Значење боја у представљању етничког састава насеља
|                  | Хрвати | Срби | Југословени | остали и непознато |
| ---------------- | ------ | ---- | ----------- | ------------------ |
| апсолутна већина |        |      |             |                    |
| релативна већина |        |      |             |                    |

| насељено место | општина | укупно | Хрвати | Срби | Југословени | остали |
| Џаперовац      | Војнић  | 77     | 0      | 76   | 1           | 0      |